# Johann Jakob Keller (Erzgiesser)

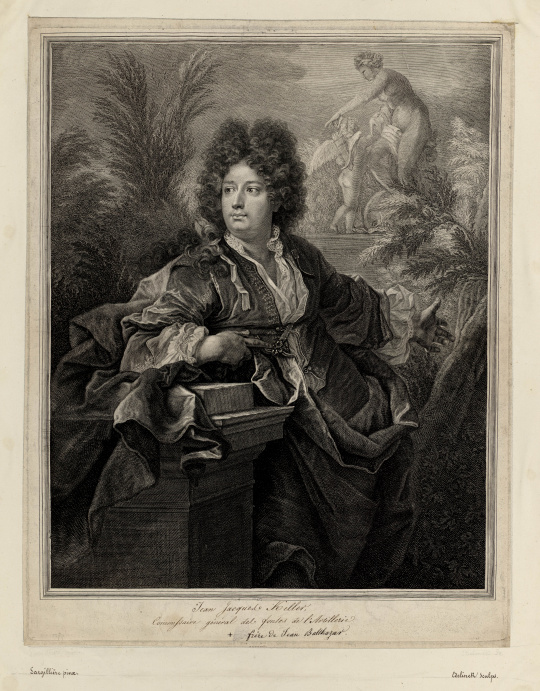

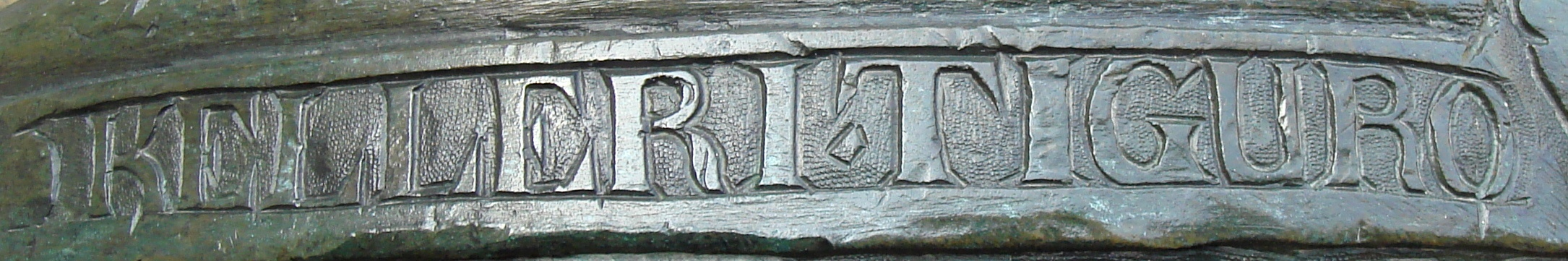
Signatur von Johann Jakob Keller auf einer Kanone von 1683: Kelleri Tiguro (nimmt Bezug auf Tiguriner; Eigenbezeichnung vornehmer Zürcher Familien).

Johann Jakob Keller vom Steinbock (* 17. Dezember 1635 in Zürich; † 1700 in Colmar) war ein Schweizer Goldschmied und Erzgiesser. 
Aus einem der ältesten Zürcher Patriziergeschlechter, der staufischen Keller vom Steinbock, auch genannt zum Schlüssel oder Keller von Schwamendingen (Erhebung in den Ritterstand im neunten Jahrhundert, zweites Adelspatent «vom Steinbock» 1487) stammend, wurde er in Zürich als Sohn des Johann-Balthasar Keller vom Steinbock (1603–1657) und der Verena Wetzel (1617–1679) geboren. Zusammen mit seinem Bruder Johann Balthasar Keller (1638–1702), den er 1660 in Frankreich wieder traf, wird er zu Recht als einer der besten Giesser aus Frankreichs «Grand Siècle» (der Herrschaft Ludwig XIV.) angesehen.

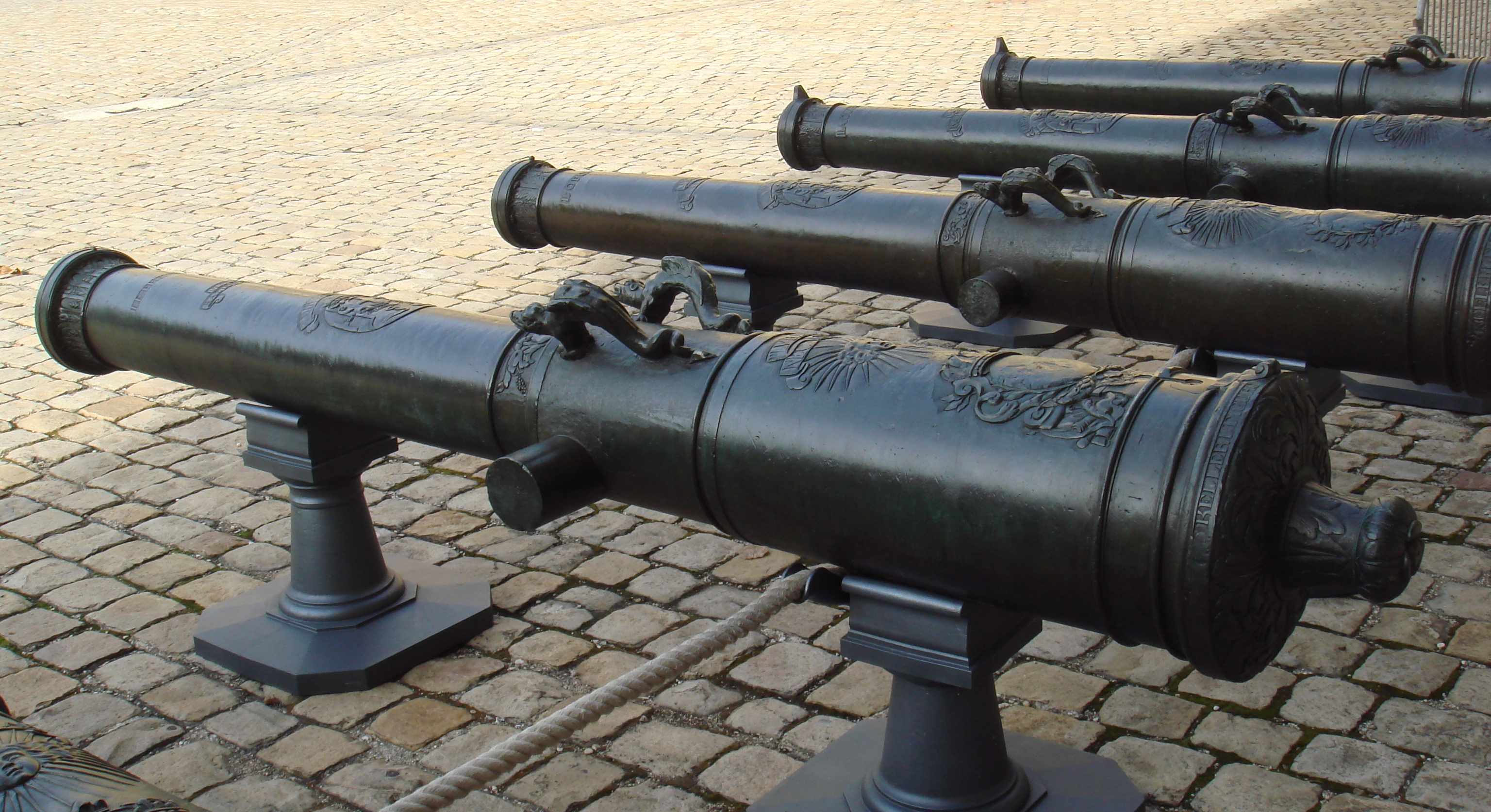
Keller-Kanonen am Invalidendom.

Nach einer Lehre als Goldschmied kam er auf Vorschlag Jean Baptist Colberts nach Frankreich und errichtete Giessereien in Besançon, Breisach und Pignerol. Seine Unternehmungen trugen erheblich zur Modernisierung der königlichen Artillerie bei. Keller revolutionierte die französische Technik des Kanonengusses, indem er das Aufbohren des gegossenen Geschützes durch den Guss mit einem widerstandsfähigen Kern aus Gips ersetzte. 1669 mit der Leitung der Giessereien in Douai ernannt,  verlor er die Gunst des Ministeriums nach einer Explosion einer seiner Kanonen 1694. Sein Posten wurde seinem Bruder Johann Balthasar Keller übergeben. Johann Jakob Keller konzentrierte sich nun auf den Bronzeguss; die vier berühmten Statuen, die von den Gebrüdern Keller zwischen 1684 und 1686 gegossen wurden, waren für die Fassade des Schlosses von Versailles bestimmt. 
Die Brüder Keller, die im Laufe ihrer Karriere Hunderte von Kanonen lieferten, hatten einen entscheidenden Einfluss auf die Entwicklung der Artillerie in Frankreich.